# Amber Savva
Amber Savva (nascida em 1993) é uma atriz britânica. Savva é mais conhecida por seu papel como Serena no filme de 2007, Fishtales.

## Filmografia
- The Bill (2005, 1 episódio) como Sanura Azmi
- Fishtales (2007) como Serena Bradley